# Nazif Cungu
Nazif Cungu (ur. 13 maja 1958 w Ulcinju) – czarnogórski przedsiębiorca, działacz społeczny i sportowy, założyciel i przewodniczący partii Nowa Siła Demokratyczna w latach 2005-2021, burmistrz Ulcinja w latach 2011-2014 i 2016-2018.

## Życiorys
W 1980 roku ukończył studia na Wydziale Turystyki i Handlu Zagranicznego Uniwersytetu w Dubrowniku. W latach 1983–1987 pracował w Urzędzie Miejskim w Ulcinju, następnie w latach 1987-1991 pracował w hotelu HTP Ulcinjska Rivijera.
W latach 1991–1993 mieszkał w Szwajcarii, gdzie pracował w hotelach Alpenblick i Krone. Po powrocie do Ulcinja był w latach 1993-1997 kierownikiem ds. marketingu przedsiębiorstwa Primus.
W 1997 roku założył własne przedsiębiorstwo Cungu & Co, które w 2016 roku zatrudniało ponad 100 pracowników.
22 października 2005 roku założył partię Nowa Siła Demokratyczna, której przewodził do 2021 roku. Jego następcą został Genci Nimanbegu.
Od 28 września 2011 do 24 lutego 2014 był burmistrzem Ulcinja; powrócił na to stanowisko dnia 21 marca 2016 roku, pełniąc funkcję burmistrza miasta do 17 maja 2018.

## Działalność społeczna i sportowa
Nazif Cungu jest założycielem organizacji humanitarnej Drita, Towarzystwa Kulturalno-Artystycznego Zana, Stowarzyszenia Plantatorów Oliwek w Ulcinju (Društvo maslinara Ulcinj) oraz organizacji Montenegro Biznis Alijansa z siedzibą w Podgoricy i Ulcinj Biznis Asocijacija, którym kierował do lipca 2008 roku. Jest również wiceprezesem założonej przez siebie organizacji pozarządowej Pro-agro.
Z jego inicjatywy powstał w Ulcinju klub tenisa stołowego Bellevue, którego dyrektorem został w 2009 roku.

## Życie prywatne
Jest ojcem tenisisty Rrezarta Cungu.